# Eperjeske
Eperjeske és un poble del comtat de Szabolcs-Szatmár-Bereg, de la Gran Plana Septentrional, la regió oriental d'Hongria. Té parada d'autobús i l'estació de tren més propera es troba a Mándok, a 5 km de la població.